# Лени Бриско
Леонард В. Бриско је измишљени лик НБЦ-ове дугогодишње полицијске и драмске серије Ред и закон. Створили су га Валон Грин и Рене Балкер, а тумачио Џери Орбак. Он је у серији био 12 сезона од 1992. до 2004. године чим је постао један од најдуже опсталих главних ликова у 20-огодишњем емитовању серије као и детектив у серији који је најдуже радио. Такође се појавио и у три огранка серије, од чега је у Суђењу пред поротом био члан изворне главне поставе, али се појавио само у прве две епизоде јер је Орбак преминуо. Појавио се у 282 епизоде (273 епизоде серије Ред и закон, 3 серије Ред и закон: Одељење за специјалне жртве, 1 серије Ред и закон: Злочиначке намере, 2 серије Ред и закон: Суђење пред поротом и 3 серије Одељење за убиства: Живот на улици), тв филму Изгнан и игрицама Ред и закон: Смрт на новцу, Ред и закон: Двоструко или ништа, Ред и закон: Правда је задовољена и Ред и закон: Наслеђа.
Орбаково тумачење Бриска у њујоршкој серији је толико било омиљено да га је Удружење за заштитне знаке Њујорка прогласило "Живим заштитним знаком" заједно са дугогодишњим колегом из главне поставе Семом Вотерстоном (који је у серији играо тужиоца Џека Мекоја).

## ФраншизаРед и закон
Лени Бриско уведен је 1992. године у епизоди "Тачка гледишта" као нови старији детектив у њујоршкој 27. полицијској испостави. У епизоди "Вирус" речено је да је рођен 2. јануара 1940. године. Први надређени током прве сезоне у серији био му је капетан Доналд Крејген (Ден Флорек), а годину дана касније, то је постала пручница Анита ван Бјурен (Ш. Епата Меркерсон) када је преузела 27. испоставу. Раније је био детектив у 116. испостави у Квинсу.
Бриско је дошао у испоставу када је ортака детектива Мајка Логана (Крис Нот) наредника Фила Серету ранио трговац оружјем на црно после чега је прешао на канцеларијски посао у другу испоставу.
Када је Логан пребачен на Државно острво 1995. године, детектив Реј Кертис (Бенџамин Брет) постао је Брисков нови ортак. Четири године касније, Кертис се раније пензионисао како би бринуо о супрузи која је оболела од мултипле склерозе, а заменио га је детектив Ед Грин (Џеси Л. Мартин) 1999. године.

## Животопис лика
Рођен 2. јануара 1940. године, у општини Митпекинг на Менхетну. Имао је брата. Као дете је ишао на ПС 21 као и његов отац кад је био мали, као и на ПС 189. Ишао је на факултет у Њујорку. Иза себе има два пропала брака, из првог брака млађу ћерку Џулију и старију Кети (Џенифер Бил), а има и братанца детектива Кена Бриска (кога тумачи Орбаков син Крис). Кети је рођена 23. јуна 1971. године, а убијена је 4. марта 1998. године. Године 2002. је поменуто да има двоје унучади.
Пре него што је почео да ради за полицију, Бриско је радио код стрица у подруму пића.
Бриско је почео да ради у Одељењу за убиства СУП-а Њујорка 1981. године. Као већина детектива током ранијих сезона серије, и Бриско је носио Смит и Весон модел 36 као службено оружје.
Он је излечени алкохоличар и признао је да је 20 година пио. Често се шалио како је "друг Била В." чиме је мислио да је одлазио на Анонимне алкохоличаре. У епизоди "Последица" 1996. године, пошто је сведочио извршењу смртне казне у вези случаја на ком је радио, Бриско је поново мало попио, али су последице биле катастрофалне: Са ПОТ Клер Кинкејд (Џил Хенеси) се сударио пијани возач док га је враћала кући и она је погинула. Он се осећао одговорно за њену смрт па више није пио до краја живота.
Пиће му је уништило породицу. Често је био одсутан из живота ћерки због чега имају удаљени однос пун трења са њим како су одрасле. Бриско је себе кривио за то, поготово кад је Кети, зависницу од метамфетамина, убио растурач дроге Дени Џоунс пошто је сведочила против њега на суду. Међутим, нашао је мир када је Џоунс умро због прекомерне количине хероина. Науткнуто је да је Бриско размишљао да убије Џоунса. Један од његових бивших доушника је понудио да убије Џоунса ако му Бриско среди смањивање казне. Бриско је касније виђен како прича са службеником који је ухапсио доушника, али никада није потврђено да ли му је Бриско учинио услугу.
Бриско је одгајен као католик, али је јеврејске вере по оцу и понекад иде на јеврејска служења из поштовања према првој супрузи. Отац му је служио у војсци током Другог светског рата и помогао у ослобађању нацистичког логора у окупираној Пољској. Брисков отац је патио од Алцхајмерове болести и умро је око 1994. године. Бриско се није баш добро слагао са оцем и једмом је за њега рекао да је "глуп к'о курац". Ипак, он је узео неколико слободних дана кад му је отац умро.
Поменуо је да је гласао за Ала Гора на председничким изборима 2000. године. Подржавао је рат у Ираку. Игра голф, а открио је да зна и билијар и приказано је како је победио у осмици, а да није прекинуо низање бодова.

## Значајни догађаји везани за лик
Бриско је један од многих ликова из серије који су служили војску. Једно време је био каплар у војсци Сједињених држава. У неколико прилика помињало се његово службовање у Вијетнамском рату. Кад је отишао из сојвке, Бриско се запослио у полицији у 29. испостави на Менхетну и био у извидници око 31. и 33 испоставе, такође на Менхетну, и 110. и 116. испоставе у Квинсу после чега је у једном тренутку добио чин детектива. У епизоди "Маратон" 1999. године, откривено је да је био 3 године у Против-злочинској јединици. Број Брискове детективске значке је 8220.
Бриско обично има духовито или шаљиво мишљење о жртви или околностима смрти током увода с' тим што се шала обично завршава сувим хумором док је у исто време јака "мета". Воли музику, али углавном ону која је била омиљена кад је био млад. У једној епизоди док су стајали, Кертис је прикрио свој музички укус према Бобију Дарину. Бриско је читао Ленгстона Хјуза кад је био битничар "око пет минута" јер је "добро послуживало код јеврејки из Ривердејла".
Многи Брискови ортаци и колеге ван серије (који нису приказани јер су били пре него што је Бриско прешао у 27. испоставу) су били или завршили подмићени. У епизоди "Надлежност" 1993. године, детектив Брајан Торели (Ден Хедаја) изнудио је признање од Умно заосталог човека. На крају епизоде, Бриско је био присутан када је Унутрашња контрола ухапсила Торелија због подстрекивања кривоклетства и ометања истраге.
У епизоди "Деца" 1994. године, син бившег Брисковог колеге детектива Теда Паркера (Роберт Хоган) ухапшен је због убиства другог пубертетлије. Паркер и Бриско су насамо разговарали током чега се Паркер нужно поверио Бриску, хипотетички речено, да је његов син пуцао у самоодбрани. На крају епизоде, Паркер је тактички признао Бриску да је искористио везе из старе испоставе како би средио упуцавање кључног сведока тужилаштва у случају његовог сина (што је довело до поништења суђења).
Један бивши ортак детектив Џон Флин (Кевин Конвеј) лажно је оптужио Бриска 1996. године у епизоди "Мићење"  да је узео заплењену дрогу из доказног складишта 166. испотаве (коју му је Флин дао) током извиднице од пре неколико година. Флин је ту оптужбу изнео делом да би удаљио Хелманов одбор који је оформљен да би истраживао мићење у полицији и сумњиво упуцавање осумњиченог од стране Флина на почетку епизоде, а делом да се освети Кертису што није хтео да га лажно брани. Бриско, међутим, има покриће − био је у вези са службеницом Мери Абрамс (Керолајн Кава), удатом женом. Против Бирскове воље, Абрамсова је сведочила пред одбором да би га ослободила. Због везе је одбор довео у питање њену поузданост. Бриско је на крају извукао истину од Флина уз помоћ скривеног микрофона, али се Флин убио па није могло да му се суди. Бриско је на крају ослобођен оптужби.
У епизоди "Помирења" 2000. године, Бриско се срео са још једним бившим колегом који је отворио неку ружну прошлост. Док је истраживао нерешен случај од пре 20 година, Бриско је сазнао да је једног од његових бивших шефова Томија Бренигана (Бред Саливан) убедио његов шеф да прихвати мито које ће помоћи да се унапреди у поручника, а да заузврат пусти осумњиченог за убиство. Бриско је касније опростио Бренигану поступке.
Неке одлуке из Брискове каријере су контраверзне. У епизоди "Ухода" 1998. године, ухода који је оптужен да је убио једну жену могао је да буде пуштен јер је полиција закључила да је жртва раније лагала о ранијем нападању уходе што је умањило њену поузданост. Међутим, када је жртва пронађена убијена, Бриско се обратио Мекоју и рекао му да сада верује да жртва није лагала полицију о уходиним ранијим нападима и да је он вољан да сведочи да је ранији полицијски извештај нетачан. Кертиса је одбрана позвала да сведочи да је изворни полицијски извештај тачан. На крају епизоде је ухода проглашен кривим. Бриско и Кертис су се помирили ван суднице.
Недуго након тога, Ед Грин постао је нови Брисков ортак и замало су били ратсављени током итраге пљачке и убиства 199. године у епизоди "Маратон". Главни осумњичени им је признао док је био хапшен, али с' обзиром да је Бриско био једини присутан, Грин, ван Бјуренова и Мекој су доведени у тежак положај што се тиче признања. Поново је Бриско био у праву, а Грин и он су поново изгладили свој пословни однос.
Бриско је отишао у пензију у епизоди "У.Ц." 2004. године поле 12 година у 27. испостави и више од 30 у НЈ СУП-у. Њега је заменио у 27. испостави детектив Џо Фонтана (Денис Ферина).
Бриско је умро негде између 2004. и 2005. године (сам Орбак је преминуо 28. децембра 2004. године). Иако није речено у изворној серији све до 2008. године, наговештено је да је мртав 2005. године, а потврђено 2007. у једној епизоди серије Ред и закон: Злочиначке намере. Три званичне потврде о његовој смрти изрекла су његова три млађа ортака из серије: Мајк Логан, Реј Кертис и Ед Грин.

## Огранци
У првој сезони серије Ред и закон: Одељење за специјалне жртве, Бриско се три пута појавио да помогне старом шефу капетану Крејгену (у једном од тих појављвања поново је отворен случај низног убиства који он и Логан нису успели да реше неколико година раније у епизоди "Злочин" 1994. године). Бриско се такође појавио у епизоди "Отров" серије Ред и закон: Злочиначке намере са својим ортаком Едом Грином где је помогао Одељењу за тешка кривична дела на сличном случају. Такође се појавио у три епизоде серије Одељење за убиства: Живот на улици.
Убрзо по пензионисању, Бриско је прешао у Ред и закон: Суђење пред поротом јер је прихватио посао истражитеља у окружном тужилаштву за Артура Бренча (Фред Далтон Томпсон), а ортак му је био инспектор Хектор Салазар (Кирк Акеведо). Појавио се само у прве две епизоде − "Невероватни забављач" и "41 пуцањ".

### Појављивања
- Одељење за убиства: Живот на улици
  - Четврта сезона
    - Епизода 12: "За Бога и државу"

  - Шеста сезона
    - Епизода 5: "Срећо, то си ти"

  - Седма сезона
    - Епизода 15: "Споредна ствар"
- Ред и закон: Одељење за специјалне жртве
  - Прва сезона
    - Епизода 3: "...или само личе"
    - Епизода 4: "Хистерија"
    - Епизода 15: "Право"
- Ред и закон: Злочиначке намере
  - Прва сезона
    - Епизода 7: "Отров"

## Смрт и признања
2005. године, лик Ленија Бриска је отписан после друге епизоде Суђења пред поротом после Орбакове смрти 28. децембра 2004. године од Рака простате. Одлазак лика из серије требало је изворно да буде у епизоди "Прасак беба" приликом чега су чланови окружног тужилаштва били на његовој сахрани. Тај призор је снимљен, али није умонтиран у епизоду. Део призора је укључен у специјал иза камере на ДВД-у серије. Брисков нестанак после друге епизоде није објашњен, а њега је брзо заменио детектив Крис Рејвел (Скот Кохен).
Сваки његов бивши ортак поменуо је његову смрт у серији Ред и закон или њеним огранцима. У епизоди "Обнова", Мајк Логан је поменуо да је Бриско умро, али да га он и даље виђа живог у сновима. У епизоди "Спаљена легитимација" 2008. године, Ед Грин је рекао да се на кратко вратио коцкању после Брискове смрти. У епизоди "Савезњак" 2009. године, Реј Кертис се вратио у Њујорк да сахрани супругу Дебору која је подлегла сложеностима од мултипле склерозе и рекао је ван Бјуреновој да је разговарао са Бриском пар дана пре него што је умро и да је био духовит на свој начин до самог краја.

## Пријем
- Bravo TV је изабрао Ленија Бриска за 30-ог најбољег лика телевизијских серија свих времена.[39]
- Лени Бриско постао је 3. најбољи детектив франшизе Ред и закон на избору канала Hallmark Channel, а испред њега је на другом месту била детективка Оливија Бенсон (Мариска Харгитеј) Одељења за специјалне жртве, победио је детектив Роберт Горен (Винсент Д'Онофрио) Злочиначких намера.
- На избору за Америчке врхунске детективе, канал Sleuth Channel ставио је Ленија Бриска на 9. место између Шерлока Холмса на 10. и Гила Грисома из Места злочина на 8. месту.[40]
- AOL TV је прогласио Ленија Бриска за једног од најпаметнијих телевизијских детектива.[41]
- На Списку 25 највећих телевизијских детектива часописа ТВ Водич, Лени Бриско је увршћен на 15. место.[42]